# Bohemund z Tarentu
Bohemund z Tarentu (v latinských kronikách psán Boamundus; 1052–1058 až 1111) byl italo-normanský válečník a dobrodruh, kníže z Tarentu a jeden z předních účastníků první křížové výpravy. Bohemund byl nejstarším synem Roberta Guiscarda, normanského dobyvatele posledních byzantských provincií v Itálii, Kalábrii a Apulii.
Již v mládí se Bohemund vydal se svým otcem Robertem na válečné tažení proti Byzantské říši, ale navzdory několika vítězným bitvám s byzantskými vojsky se Normané na Balkáně nikdy trvale neudrželi. Po smrti Roberta Guiscarda se Bohemund dostal do války o dědictví s vlastními příbuznými, kteří ho připravili o velkou část majetku. Roku 1096 uviděl velkou příležitost v podobě vyhlášení první křížové výpravy. Připojil se k ní spolu se svým synovcem Tankredem a kontingentem normanských rytířů a stal se jedním z jejích předních vůdců. Výrazně se podílel na vítězství křižáků nad tureckými vojsky u Dorylaea (1097) a při obléhání Antiochie (1098). Poté, co křižáci Antiochii dobyli, prohlásil ji Bohemund svým vlastnictvím a založil tak druhý křižácký stát ve Svaté zemi – Antiochijské knížectví.
Křižáci však před tažením do Svaté země odpřisáhli byzantskému císaři Alexiovi, že všechna dobytá území, patřící v minulosti k Byzanci, budou říši předána zpět. Vyhlášením nezávislé vlády v Antiochii Bohemund tuto přísahu otevřeně porušil. Císař proto vyslal na východ armádu, aby Antiochii získal pro říši zpět. Antiochijské knížectví, oslabené vojenskou porážkou od tureckých vojsk, bylo byzantskou invazí vážně ohroženo a Bohemund se rozhodl vrátit zpět do Itálie pro posily. Po návratu do Evropy byl oslavován jako hrdina a jeho plány na tažení proti Byzantské říši podpořil papež Paschalis II. Francouzský král Filip I. dal Bohemundovi za ženu svou dceru Konstancii. Bohemundovo tažení proti Byzanci roku 1107 bylo zaměřeno na přístavní město Dyrrhachion, ležící na pobřeží Jaderského moře. Byzantinci však na útok byli připraveni, Normany obklíčili a výprava skončila naprostým neúspěchem. Bohemund pak již do boje nikdy nevytáhl a zemřel roku 1111 v ústraní. Raoul z Caen jej označil za magni nominis heros (hrdinu s velkou pověstí).

## Mládí a války o dědictví

Politická situace
v Itálii a na Sicílii kolem roku 1084

Nepanuje shoda o tom, kdy se přesně Bohemund narodil, ale bylo to přibližně v letech 1052 až 1058. Jeho matka, Albegarda z Buonalberga, byla prostého normanského původu a jeho otec, Robert Guiscard, byl vévodou z Apulie, Kalábrie a Sicílie. Bohemundovi bylo při křtu dáno jméno Marek, ale protože velmi rychle rostl, začal mu jeho otec Robert říkat Bohemund podle obra Buamunda a podle kroniky Orderica Vitala mu tato přezdívka již zůstala.
V roce 1070 zahájil Robert Guiscard válečné tažení proti byzantským teritoriím na Balkáně. Tehdy jej již doprovázel mladý Bohemund, který na tomto tažení poprvé samostatně velel. O této výpravě se mnoho informací nedochovalo, ale předpokládá se, že šlo jen o loupeživý nájezd na balkánský břeh Jaderského moře.
O jedenáct let později Bohemund s otcem vytáhli proti Byzantské říši znovu. Normané se roku 1082 vylodili u přístavního města Dyrrhachion, které rychle dobyli. Poté se normanské vojsko stočilo na jih a po císařské silnici Via Egnatia došlo do Řecka. Tam záležitosti v Itálii donutily vévodu Roberta k návratu, ale většinu vojska zanechal v Řecku pod Bohemundovým velením. Bohemund dvakrát porazil proti němu vyslaná byzantská vojska. Císař Alexios I. nakonec uzavřel spojeneckou dohodu s Benátskou republikou, jejíž námořnictvo Normanům v Řecku zablokovalo zásobovací trasy z jižní Itálie. Byzantinci pak zahájili novou ofenzívu a roku 1084 donutili Bohemunda vyklidit oblast Thessálie.
Roku 1085 podnikl Robert Guiscard s Bohemundem další invazi na Balkán. Normanské loďstvo rozdrtilo benátskou flotilu u ostrova Korfu, který se poté stal Bohemundovou základnou pro další tažení. Příštího roku Robert Guiscard zemřel a Bohemund musel tažení přerušit a vrátit se do jižní Itálie. V Itálii zatím Bohemundova macecha Sigelgaita dosadila na vévodský stolec svého syna Roberta. Bohemund se s ním pustil do války, trvající čtyři následující roky až do roku 1089, kdy Bohemundův a Robertův strýc, sicilský hrabě Roger, vyjednal mír. Bohemundovi tak zůstalo to, co si během války s nevlastním bratrem vydobyl: Tarento, Otranto, Orii, Gallipoli a Conversanské hrabství.
V létě roku 1096 již Roger, Bohemund a Robert bojovali společně při potlačování vzpoury ve městě Amalfi. Při obléhání města Bohemund poprvé spatřil křižáckou výpravu. Bylo to vojsko pod velením francouzského hraběte Huga z Vermandois, které uposlechlo výzvy papeže Urbana II. a které italští Normani zpočátku přijali chladně. Bohemund však pochopil, že křížová výprava pro něho může být výnosným vojenským podnikem.

## Účast na první křížové výpravě

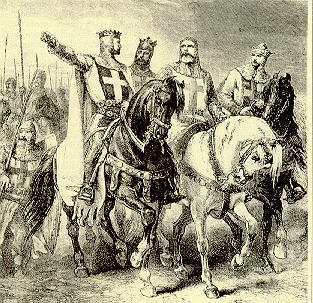
Vůdcové první křížové výpravy: Godefroi z Bouillonu, Bohemund
z Tarentu, Raimond z Toulouse
a Tankred, romantický portrét
z 19. století

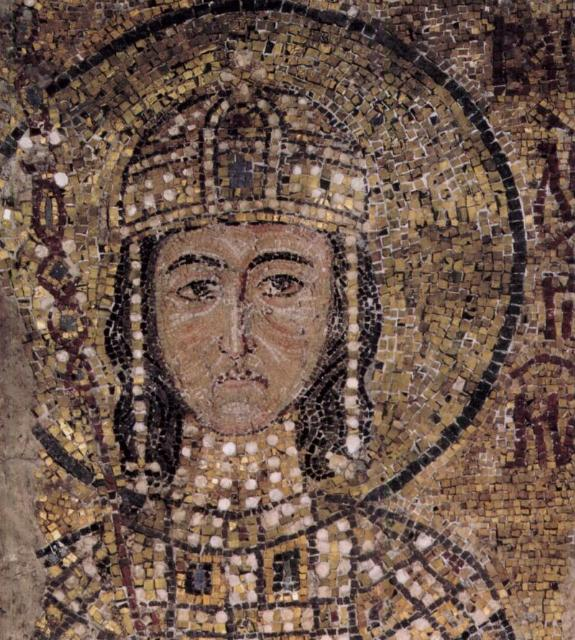
Alexios I. Komnenos
na mozaice v chrámu Hagia Sophia

Kronika anonymního Bohemundova rytíře zastává názor, že Bohemund se pro křížovou výpravu rozhodl proto, že ho osvítil Duch Svatý. Spíše však šlo o touhu po bohatství a vlastním území na východě, čímž se Bohemund netajil.
K Bohemundově armádě se připojili normanští velmoži z jižní Itálie i Normandie a také Bohemundovi synovci Tankred a Guillaume, kterého Bohemund krátce před tím pasoval na rytíře. Celkem armáda čítala okolo 500 rytířů a 3 500 pěších vojáků. Pro Bohemunda znamenala křížová výprava především vojenský a nikoliv náboženský podnik, proto v jeho vojsku praktiky chyběli neozbrojení poutníci, kteří byli typickým znakem první křížové výpravy. Armáda se v říjnu 1096 nalodila v italských přístavech a vyplula směrem na východ. Normané a Langobardi se zanedlouho vylodili v Epiru nedaleko přístavu Dyrrhachion poté, co se v oblasti již objevily armády ostatních křižáckých velitelů z Francie – Huga z Vermandois a Godefroie z Bouillonu. Bohemund prošel Řeckem a Makedonií, aniž by ho provázeli byzantští průvodci, nakonec však Normany dohnali pohanští Pečeněhové, sloužící byzantskému císaři, kteří měli křižákům poskytnout oficiální doprovod do Konstantinopole. Pečeněhové však místo toho začali útočit na zpozdilé Normany, ale Bohemund Pečeněhy odrazil, čímž byla cesta na Konstantinopol volná. V byzantském císaři Alexiovi vyvolala Bohemundova přítomnost velké obavy. Bohemund sice císaři vzkázal, že Byzancí projde v míru na východ s ostatními účastníky výpravy, přesto jak u Bohemunda, tak u císaře přetrvala vzájemná nedůvěra, a proto si Alexios přál, aby mu Bohemund složil lenní přísahu.
V dubnu 1096 Bohemund dorazil do Konstantinopole a o Velikonocích se osobně setkal s císařem. Mezi Alexiem a Bohemundem přetrvávalo napětí a normanský vůdce se obával, že by mohl být otráven. Bohemund, který znal dobře byzantské poměry, složil císaři lenní přísahu, ve které se zavázal, že všechna území na východě, která dobude, předá pod svrchovanost Byzance. Císaři však navrhl, aby ho jmenoval vrchním velitelem výpravy, což mu však císař neslíbil, a Bohemund tak za svou přísahu nezískal nic. V době pobytu Bohemunda na dvoře v Konstantinopoli Alexiova dcera, princezna Anna Komnenovna, ve svém díle Alexias zaznamenala Bohemundův fyzický zjev:
| „ | …Byl tak vysoký, že málem o loket převyšoval nejvyšší muže své doby, byl štíhlý, měl ploché břicho, široká ramena i hruď a silné paže. Nebyl ani hubený, ani nepřekypoval masem, ale jeho tělo bylo souměrné a odpovídalo, abych tak řekla, Polykleitovým pravidlům. Měl silné ruce, stál pevně na nohou, měl pevnou šíji i záda. Kdo se na něj podíval pozorněji, viděl, že je trochu nahrbený; nebyla to však získaná vada obratlů hřbetní páteře, spíše se zdá, že to byla nepatrná vrozená vada. Měl velmi bílou pleť, jen na tváři provázel bílou barvu ruměnec. Měl plavé vlasy, které mu nepadaly až na záda, jako tomu bylo u jiných barbarů. Bohemund si nezakládal na své hřívě, ale měl vlasy přistřižené až po uši. Nevím, zda měl ryšavou bradu, či zda jeho vous měl jinou barvu. Byl totiž úplně vyholený, břitva odstranila jeho vous lépe, než vápno. Ale myslím, že měl ryšavé vousy. Oči měl modré, vyzařovaly odvahu i jakousi vážnost. Nos i nozdry dýchaly vzduch volně… Bohemund měl určitý půvab, ale narušovaly jej rysy vzbuzující strach. Celým výrazem dával najevo, že je nelítostný, myslím, že svou výškou vyvolával dojem šelmy, a dokonce jeho smích naháněl lidem hrůzu. Jeho duše i tělo hostily zároveň hněv i lásku a obojí v něm toužilo po válce. Byl bystrý a chytrý, vždy dovedl najít východisko. Vyjadřoval se přesně a jeho odpovědi byly nezvratné… | “ |
| — | |   |

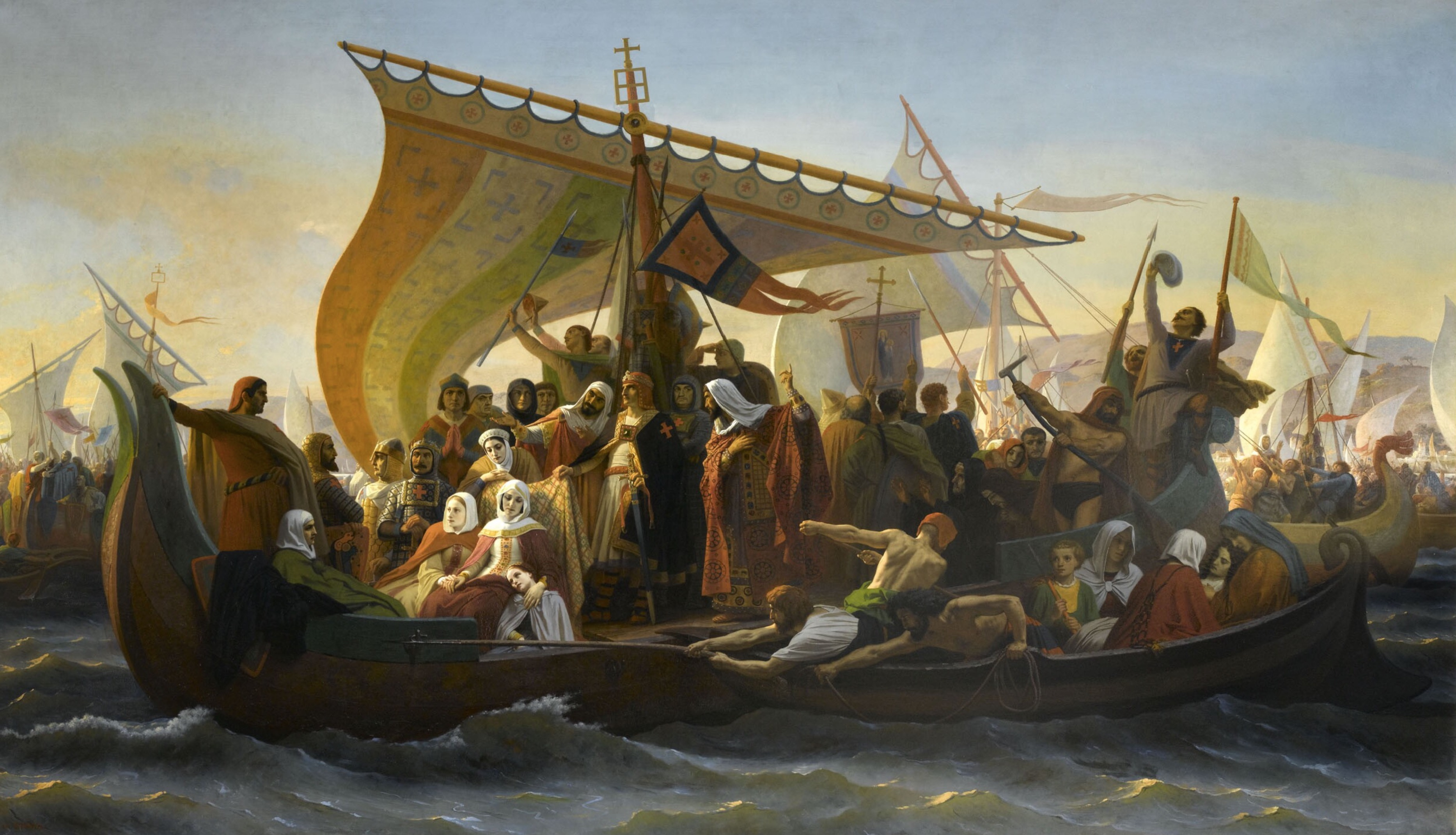
Křižáci na řeckých lodích
se přeplavují přes Bospor,
romantický portrét z 19. století

Císař Alexios jej po složení přísahy obdaroval penězi a Bohemund se v dubnu přeplavil na asijskou pevninu, kde se spojil s vojsky Godefroie z Bouillonu a Huga z Vermandois. Počátkem května 1097 vyrazil Bohemund s Godefroiem jako vojenský předvoj a 6. května dorazili před hradby města Nikaie, předsunuté bašty turecké moci. Křižáci si uvědomovali, že Nikaiu nebude možné dobýt ztečí, tudíž museli zahájit klasické obléhání, přičemž Bohemundovi jihoitalští Normané oblehli severní část města. V táboře obléhatelů začaly rychle docházet zásoby, ale Bohemundova iniciativa zajistila zásobování od moře, čímž byla potravinová krize zažehnána.
Křižáci spolu s byzantskými spojenci zaútočili na hradby, městská posádka je však odrazila. Nikaia byla sídelním městem sultána Kilič Arslana, který po rozdrcení drancujících poutnických křižáků předchozího roku rytířské křižáky velmi podcenil. Až poté, co od Nikaie přišlo mnoho poslů, kteří popisovali obrovské vojsko obléhatelů, sultán zanechal bojů ve východní Anatolii a vrátil se zpět. Když spatřil Franky obléhající město, pokusil se prolomit obklíčení útokem z jihu. Turecký nápor tak 21. května dopadl na provensálské rytíře hraběte Raimonda z Toulouse a samotná bitva trvala celý den. Když se sultánovi nepodařilo blokádu prolomit, ustoupil do vnitrozemí a Nikaiu zanechal svému osudu.

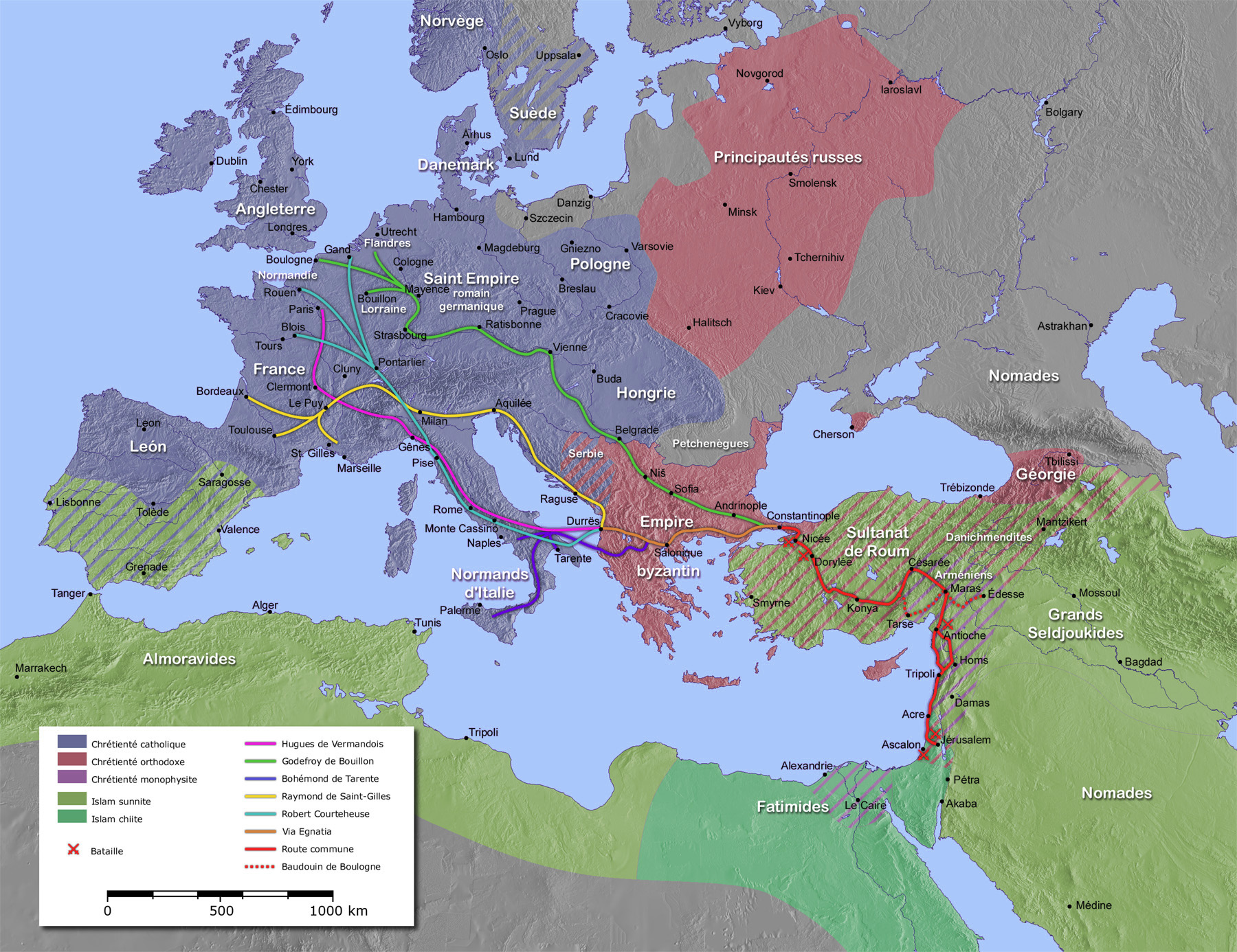
Postup první křížové výpravy

Obránci i poté, co je Kilič Arslan opustil, bojovali dále. Byzantincům se zanedlouho podařilo město odříznout i od Askánského jezera, odkud do Nikaie putovaly zásoby. Obránci se poté pokusili vyjednávat s velitelem byzantských oddílů, admirálem Manuelem Butumitem. Ten v noci na 19. června nechal byzantskými oddíly, jimž obyvatelé otevřeli brány, tajně obsadit město. Vévoda Manuel Butumites obsazení města i vyjednávání za zády křižáků utajil a předstíral, že město dobyl. Byzantinci tak získali nepoškozené město, křižákům zavřeli brány a na hradbách vztyčili císařskou standartu. Křižáci tak byli připraveni o kořist, což je velmi pobouřilo. Alexios nakonec křižákům vyplatil podíl na kořisti, ale konflikt tím zcela uhašen nebyl. Bohemund se nicméně od Byzantinců poučil, že podobnou lest by při dobývání nějakého území mohl využít sám.
28. června 1097 křižácké vojsko odtáhlo od dobyté Nikaie. Křižáci se poté rozdělili na dvě skupiny. První vyrazili pod Bohemundovým velením Normani z Itálie a Normandie a Vlámové Roberta Flanderského společně s Francouzi ze Champagne a Anjou, vedenými hrabětem Štěpánem z Blois. Ve druhé skupině se nacházely oddíly Godefroiových Lotrinčanů, Francouzů hraběte Huga z Vermandois a Provensálců Raimonda z Toulouse. Důvodem pro rozdělení sil byly lepší možnosti zásobování výpravy, ale byl to také dobrý způsob, jak od sebe oddělit Bohemunda a hraběte Raimonda – dva vojevůdce, kteří si činili nárok na vrchní velení celé křížové výpravě.
Dne 28. června spatřili Bohemundovi průzkumníci nedaleko operující seldžucké vojsko a 1. července byli křižáci v údolí Dorylaion tureckými oddíly napadeni. Do pasti padl i Bohemundův synovec Tankred, normanský vévoda Robert, Štěpán z Blois a Robert Flanderský. Turci vzali křižáky do kleští. Bohemund zatím převzal velitelskou iniciativu a dal rozbít ležení, kde našli útočiště civilisté. S rytíři zatím vyrazil do bitvy. Turečtí jízdní lučištníci na křižáky z bezpečné vzdálenosti stříleli a rychle se zase stahovali. Rytíři proto byli nuceni zůstat na místě a jen se krýt. Bohemund rozkázal rytířům schovat se za pěšce, kteří chránili nekryté koně před šípy. Bohemundovo velení akceptovali rytíři i ostatní velmoži navzdory faktu, že Bohemund byl na společenském žebříčku níže než francouzská hrabata, a zejména vévoda z Normandie, který byl všeobecně považován za pána všech Normanů.
Bohemund vyslal posly k druhé skupině, aby přišla na pomoc, zatímco sám Bohemund držel obranu. Godefroi z Bouillonu okamžitě přispěchal a zaútočil na turecké pravé křídlo. Bohemund využil situace a sám vyrazil do útoku. V Alexiádě protiútok popisuje Anna Komnenovna takto:
| „ | …Protože Turci útočili na nepřítele s větší odvahou, oddělil se Bohemund, který velel pravému křídlu, od ostatního vojska a hnal se odvážně proti samotnému sultánovi Klitziasthlanovi [Kilič Arslanovi I.], „jak lev, jenž věří své síle“, podle básníkových [Homérových] slov. To Turky vyděsilo tak, že se dali před Kelty na ústup. | “ |
| — | |   |

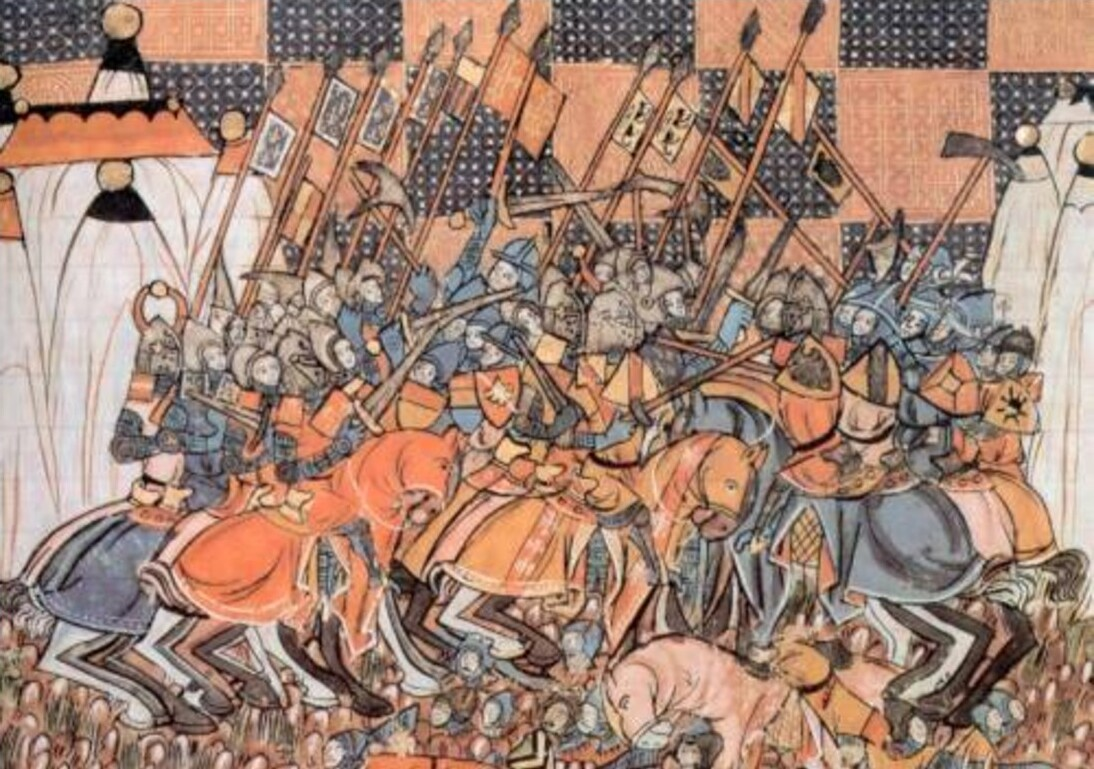
Bitva u Dorylaia,
středověká miniatura Viléma z Tyru

Turci začali kvapně ustupovat. Křižáci zvítězili a turecký svět jejich vítězství naplnilo obavou. Křižáci dále postupovali do nitra Anatolie a turecká vojska při ústupu pálila zásoby a vše, co by Frankové mohli nějak využít. Evropané prošli kolem Pisidijské Antiochie a v Ikonijských nížinách, u města Heraklea, se sultán Kilič Arslan křižákům postavil znovu. Sultán však nechtěl riskovat zdrcující porážku a když Bohemund z Tarentu podnikl výpad přímo na jeho pozici, dal se před útočícími Normany na útěk. Turečtí vojáci, když viděli prchat svého velitele, následovali jeho příkladu.
Křižáci postoupili do pohoří Taurus, kde při postupu v horském terénu utrpěli velké materiální i lidské ztráty. Nakonec se výprava dostala k městu Maraš, jehož převážně arménské obyvatelstvo křižáky přijalo vlídně. Bohemund sám nešel stejnou cestou jako zbytek výpravy, ale do Maraše postupoval jinudy a po cestě několikrát narazil na tábory silných tureckých vojsk, kterým se musel důsledně vyhýbat. Z Maraše křížová výprava postupovala dále na jih, až k hradbám Antiochie, kam dorazila 20. října 1097.

## Dobytí Antiochie

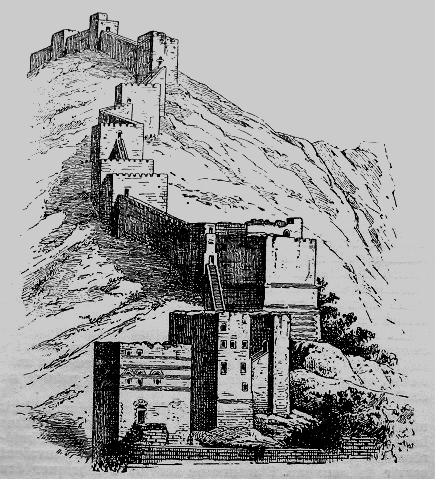
Antiochijské opevnění
na hoře Silpius, středověká rytina

### Obléhání

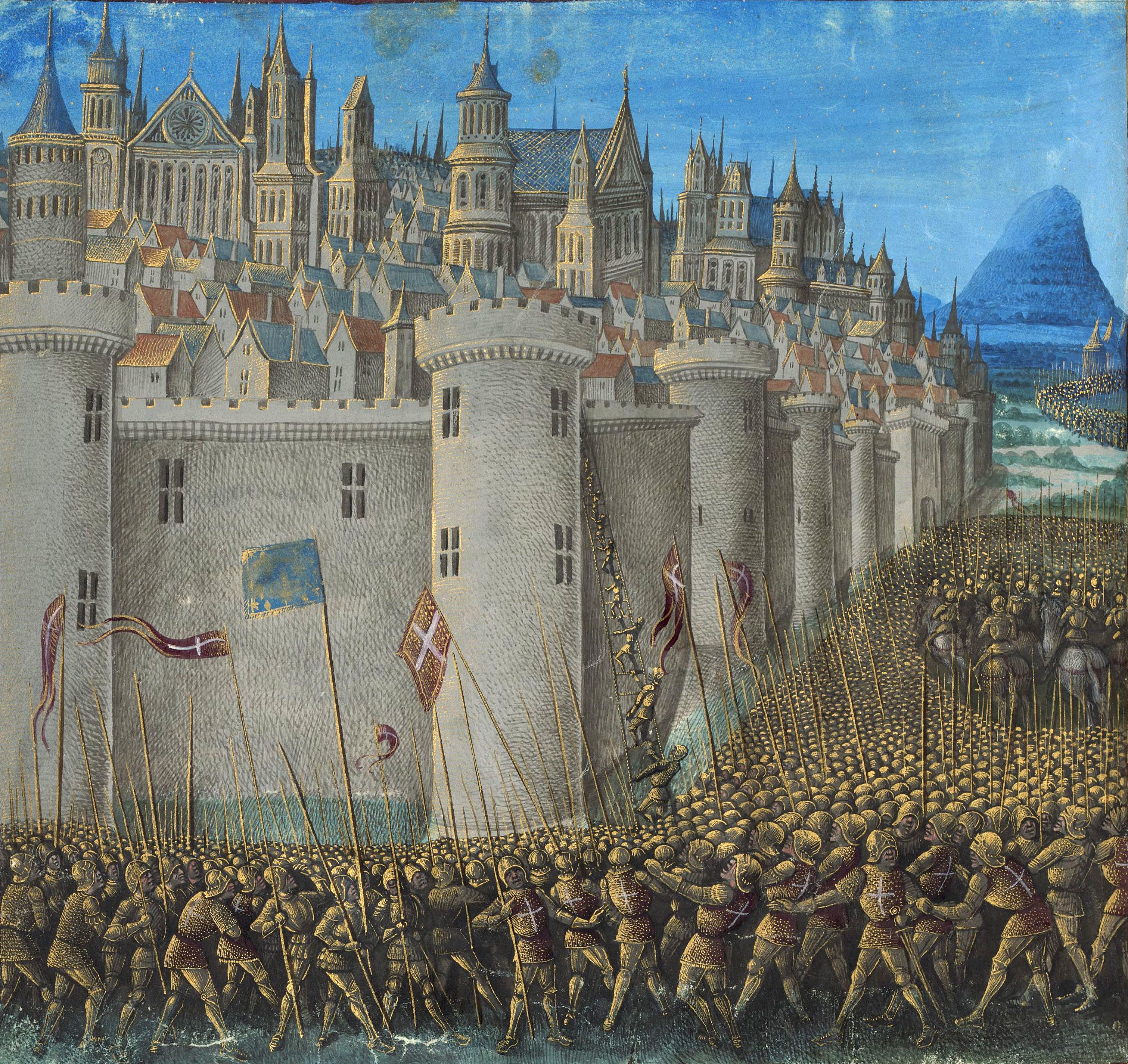
Křižáci obléhají Antiochii,
středověká miniatura

V dobách křížových výprav byla Antiochie mohutně opevněným městem s čtyřmi sty padesáti věžemi. V čele třítisícového vojska dorazil Bohemund k městu jako první a zřídil zde tábor. Jeho armáda oblehla východní část města u brány svatého Havla. Velitel městské posádky, emír Jaghisjan, nechal v obavě ze zrady z města vyhnat všechny křesťanské muže, především Řeky a Armény. Rozhořčení křesťané poté poskytli křižákům cenné informace o místních poměrech.
Křižáci se nejprve rozhodli vypořádat s hradem Harenc východně od Antiochie, jehož posádka útočila na křižácké tábory. Bohemund na hrad vytáhl se stovkou normanských rytířů a podařilo se mu posádku vylákat z hradu na otevřené prostranství, kde Turky rozprášil. Koncem roku 1097 začaly zimní deště a křižákům došly zásoby potravin, takže ležení začali opouštět bojovníci. Bohemund ostatním velmožům navrhl, že s Robertem Flanderským a 20 000 vojáky opatří zásoby.

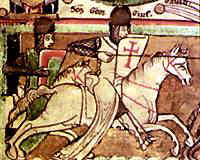
Středověká miniatura znázorňující křižáckého rytíře

Výprava za kořistí vyrazila proti proudu Orontu a u El Bara narazila na tureckou armádu, kterou z Damašku k Antiochii přivolal syn emíra Jaghisjana Šams ad-Daula. Damašská vojska pod vedením Dukaka z Damašku Robertovy a Bohemundovy oddíly napadla a Roberta se jim podařilo obklíčit. Bohemund, který do léčky nespadl, Turky napadl a rozehnal, čímž Roberta zachránil před katastrofou. Muslimská armáda utrpěla tak těžké ztráty, že sultán musel vojsku dát povel ke zpáteční cestě do Damašku a Bohemund s Robertem se vrátili k Antiochii s prázdnou.
Nezdar Bohemundovy výpravy jen zhoršil morálku hladovějících křižáků, takže od vojska začali houfně prchat poutníci i rytíři. Když jednoho dne zmizel i duchovní vůdce lidové křížové výpravy Petr Poustevník a rytíř Guillaume de Charpentiere, nechal je rozzuřený Bohemund v řetězech přivést zpět a Guillauma exemplárně potrestal. Krátce na to křižáky opustily i byzantské pomocné oddíly, což opět prohloubilo špatné vztahy mezi Byzantinci a západními křižáky. O návratu domů začal poté nahlas mluvit i Bohemund; křižáci ho však uprosili, aby to nedělal, což jim Bohemund přislíbil s podmínkou, že ho uznají po dobytí města vládcem Antiochie.
K Antiochii zatím postupovala další armáda, tentokrát z Aleppa pod velením sultána Ridvána, bratra Dukaka z Damašku; po příchodu se utábořila mezi Orontem a Antiochijským jezerem. Bohemund navrhl zaútočit na Ridvána bez pěchoty, jen s asi 700 rytíři, kteří ještě měli vlastního koně. Ostatní velitelé návrh přijali a sestavili šest šiků jezdců, každý pod velením jednoho velmože. Pět oddílů vyrazilo k bitvě, šestý Bohemundův zůstal jako záloha. Křižáci sevřeli Turky mezi řekou a jezerem, takže ti nemohli využít svých pohyblivých jízdních lučištníků. Přesto však muslimové, kteří měli velkou přesilu, začali křižáky zatlačovat zpět, zatímco obránci Antiochie využili příležitost a podnikli výpad do ležení obléhatelů. Bitvu však zvrátila Bohemundova záloha útokem na Ridvánovo vojsko, které rozehnala.
Na jaře roku 1098 do přístavu Saint-Symeon připluly anglické lodě se zásobami a poutníky. Bohemund z Tarentu a Raimond de Saint-Gilles jim vyjeli vstříc s cílem přemluvit námořníky i poutníky, aby se přidali k obléhání Antiochie. Cestou zpět však křižáci padli do léčky a Turci pobili 500 neozbrojených poutníků. Bohemund s Raimondem prchali zpět do tábora s Turky v patách. V křižáckém táboře se zbytek rytířů stihl připravit, křižáci přešli do ofenzivy a útočící Turky pobili.

### Pád města a Kerbogova porážka

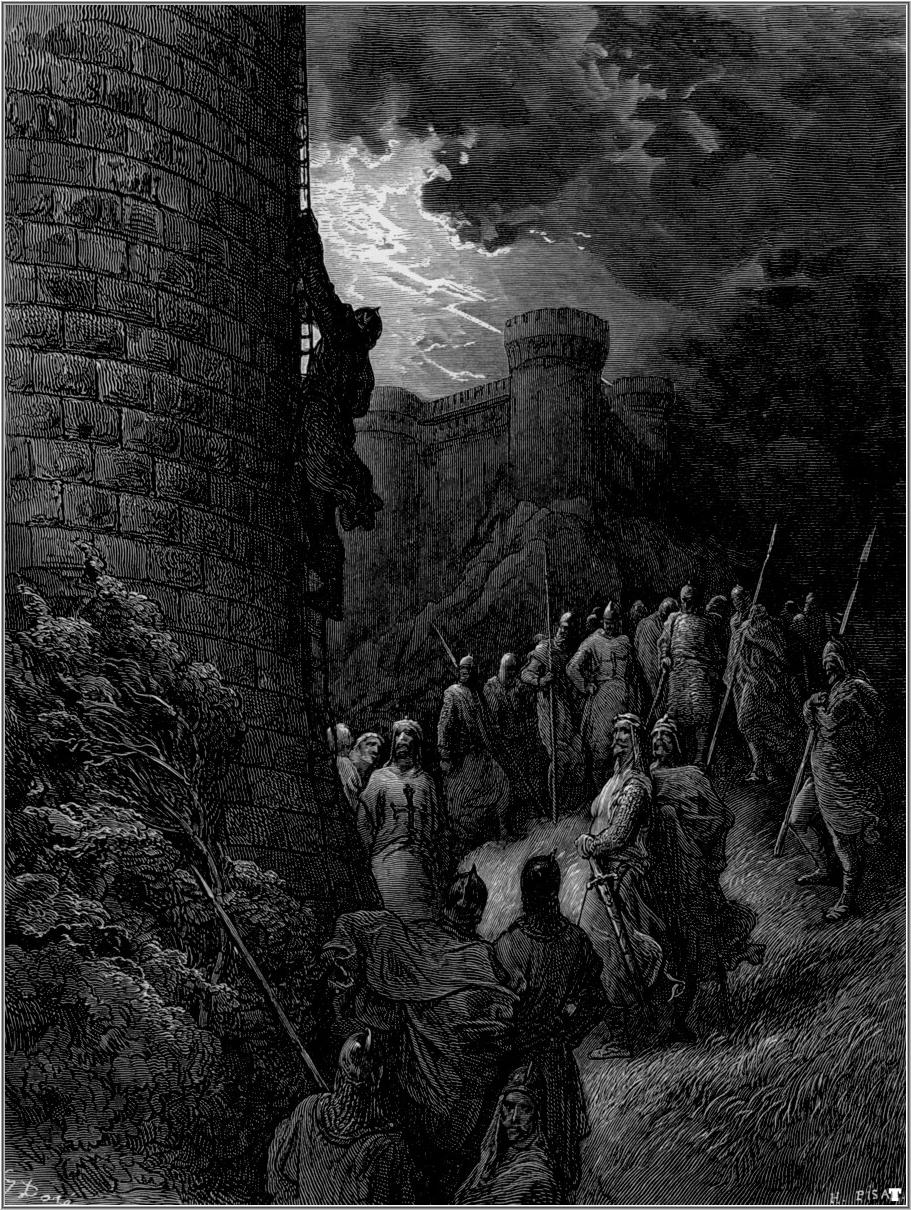
Gustave Doré: Bohemund
z Tarentu leze na antiochijské hradby

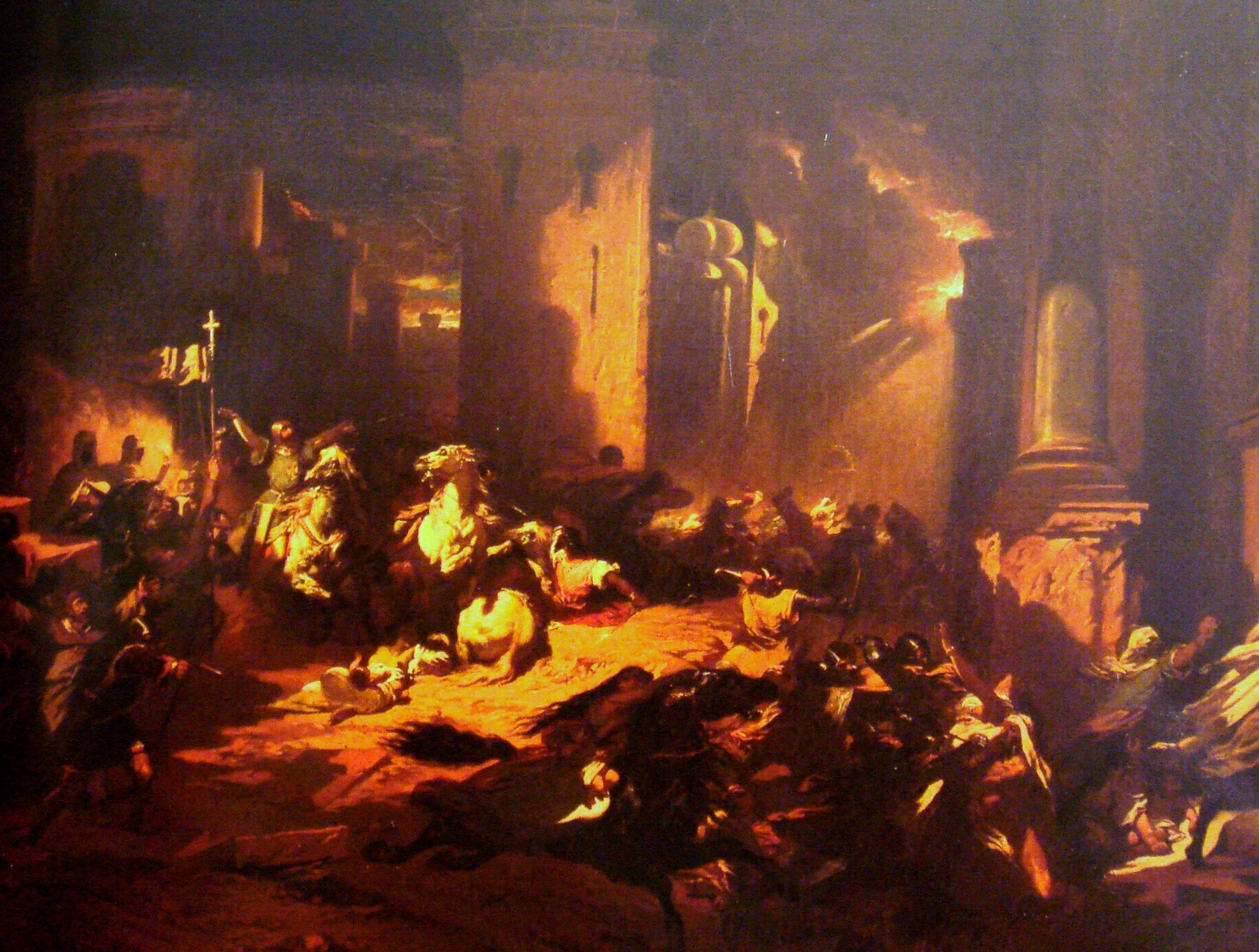
L. Gallait: Dobytí Antiochie
(Croisades, origines et
consequences, 1840)

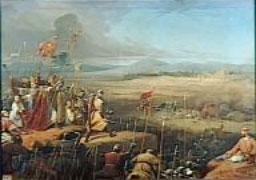
Frédéric Henri Schopin:
Bitva o Antiochii mezi
Kerbogou a Bohemundem
(Salles des Croisades, Versailles)

Bohemund navázal kontakt s velitelem jižního úseku hradeb kolem Věže tří sester, bývalým arménským křesťanem jménem Firuz. Ten nenáviděl emíra Jaghisjana a rozhodl se město zradit. Bohemund chtěl Antiochii získat sám pro sebe a potřeboval přesvědčit ostatní vůdce o oprávněnosti svých nároků. Navrhl proto dohodu, že pokud se někomu podaří dobýt Antiochii samotnému, dostane ji do vlastnictví. Zprvu byl odmítnut, ale poté, co přišly zprávy, že se k městu blíží Kerbogova armáda z Mosulu, válečná rada v zoufalé situaci dohodu odsouhlasila. Bohemund se tedy domluvil s Firuzem a při západu slunce 2. června dal rozkaz k pochodu oklikou k západním branám, kde čekal Firuz. Bohemund spolu s Godefroiem z Bouillonu, Robertem Normandským a šedesáti dalšími rytíři vyšplhali na hradby. Ráno 3. června 1098 křižáci zaútočili na město a obsadili ho, zatímco zbytky městské posádky se opevnily v citadele na jihovýchodě města.
Kerbogova armáda k Antiochii dorazila 9. června. První útok vedl Kerboga 10. června 1098 proti římskému kamennému mostu a podařilo se mu křižáky z předsunutých pozic zahnat do města. Další útok vedl k jižní citadele, kterou držel Šams ad-Daula. Ten v době Kerbogova útoku podnikl výpad a zasel v křižáckých řadách zmatek, ale Godefroi z Bouillonu nakonec Turky zahnal zpět do citadely. Bohemund z Tarentu se zatím pokusil vypudit z města Šams ad-Daulovy vojáky. Když odmítli možnost volného odchodu, pokusili se Normané citadelu zapálit, ale vítr odvedl oheň do městské zástavby, kde spálil část zásob. Ve městě zavládl hlad.
V té době vystoupil chudý provensálský poutník Petr Bartoloměj s viděním o Svatém kopí. Když bylo kopí skutečně v katedrále svatého Petra nalezeno, pozvedla relikvie morálku obránců. Bohemund změnu nálady postřehl a 25. června 1098 slavnostně prohlásil, že město neopustí ani za cenu vlastního života. Protože byl hrabě Raimond z Toulouse těžce nemocný, připadlo Bohemundovi rozhodující slovo ve válečné radě. 28. června křižáci vypochodovali z města Kerbogovi vstříc. Bohemundův šik zůstal i tentokrát v záloze. V mosulském vojsku však panovala velká nejednotnost mezi emíry a samotný Kerboga nebyl příliš rozhodný vojevůdce. Po první náporu křižáků se turecké vojsko rozpadlo a dalo na útěk. Bohemund po bitvě nařídil usekat hlavy několika Turkům a hlavy nepřátel následně péct na rožni.
Šams ad-Daula se poté vzdal Raimondovi de Saint-Gilles, který kvůli nemoci zůstal ve městě. Raimond nad citadelou vztyčil svou standartu, což ale popudilo Bohemunda, který Antiochii považoval za své vlastnictví. Turkům v citadele pak dal nové podmínky kapitulace – ve městě mohl zůstat každý, kdo konvertoval ke křesťanství, ostatní museli opustit město. Někteří z Turků křest skutečně přijali a vstoupili do Bohemundových služeb. Velmoži po bitvě váhali, zda Antiochii definitivně Bohemundovi přiřknout, proti se stavěl hlavně Raimond de Saint-Gilles. Dohadování o město však nevedlo k výsledku a ve vojsku propukaly vzpoury. Vojáci chtěli postupovat na Jeruzalém a donutili vůdce v tažení pokračovat, takže Bohemund zůstal prakticky vládcem města.

## Kníže z Antiochie
Křižáci setrvali v Antiochii až do listopadu 1098. Poté vyrazil Raimond, hrabě z Toulouse, dále na jih. Bohemund a Robert Flanderský jej následovali. Všichni tři poté oblehli nedaleké muslimské město Maarrat an-Númán, které navzdory obraně obyvatel 11. prosince 1098 padlo. Následovalo rozsáhlé zabíjení a drancování, jakému nebylo během celé první křížové výpravy obdoby. Z obyvatel města přežilo jen několik málo civilistů, jimž Bohemund, který je zajal, dal milost. Poté došlo mezi Raimondem a Bohemundem k roztržce, komu dobyté město připadne. Raimond navrhoval Marraat an-Númán připojit k biskupství v nedaleké Albaře, které bylo pod Raimondovým vlivem, zatímco Bohemund prosazoval připojení města k Antiochii. Později Bohemund Raimondovi navrhl, ať si Marraat nechá, ale na oplátku požadoval, aby se Raimond vzdal svých nároků na Antiochii. Nakonec se Bohemund vrátil zpět do Antiochie, zatímco Raimond vyrazil v čele poutníků na Jeruzalém. Z velmožů Raimonda následovali jen Robert z Normandie a Tankred, zatímco ostatní šlechtici zůstávali v Antiochii a na jih vyrazili později. I tentokrát je Bohemund doprovázel, ale šel s nimi jen k Tripolisu a odtud se vrátil do Antiochie, kde vyhlásil Antiochijské knížectví. Poté se nechal papežským legátem, arcibiskupem Daimbertem, který zatím dorazil na Východ jako nástupce zemřelého Adhémara z Le Puy, korunovat knížetem (princeps). V těch dobách to býval v Evropě titul velmi vzácný, avšak několik normanských vládců v jižní Itálii mělo knížecí hodnost, kterou jim propůjčil sám papež. Titul vyjadřoval, že kníže nad sebou nemá feudálního světského pána, ale nevylučoval možnost, že jeho autoritou může být církevní prelát.

Erb Bohemunda z Tarentu,
pozdější znak Antiochijského knížectví

Do Jeruzaléma se Bohemund dostal až 21. prosince 1099 jako čestný doprovod nového papežského legáta, kdy byl už Jeruzalém v křižáckých rukách. Navštívil zde svatá místa a vykonal očistnou koupel v Jordánu. Zúčastnil se také slavnostního vzdávání holdu křižáckých vůdců novému jeruzalémskému patriarchovi, kterým se prohlásil Daimbert z Pisy. Ten naopak křižákům, kteří mu složili hold, potvrdil jejich tituly a zisky dobyté na Východě. Poté Bohemund odjel zpět do Antiochie.
Bohemundovi bylo v jeho domácí politice zřejmé, že se jeho řečtí poddaní východního ritu pokládají za poddané byzantského císaře, který si na Antiochii činil nárok, a představují tak potenciální hrozbu. Zbavil proto ortodoxního antiochijského patriarchu Jana VII. funkce, vyhostil ho z Antiochie a na jeho místo dosadil latinského patriarchu Bernarda z Valence, biskupa z Artahu. Velké schisma se tak z rozkolu mezi Římem a Konstantinopolí rozšířilo i na patriarchát v Antiochii. Krátce poté Bohemund spolu s Richardem ze Salerna vyrazil s malým oddílem k městu Meliténé na pomoc místním Arménům proti danišmendovským Turkům. V údolí Aksú však Normané vjeli do léčky, většina jich byla pobita a sám Bohemund byl zajat.
| „                     | …když následujícího měsíce července se skrovným svým mužstvem dobýval města Meletinie … vyšel mu vstříc jakýs emir, jmenem Danisman, s množstvím lidu tureckého, obmýšleje Bohemonda, neopatrně tak kráčejícího, zakočiti. A nedaleko toho města vyskočil naň ze všech stran onen lid bohaprázdný, ve skrýších číhající, a naši neodvažujíce se boje, poněvadž jich bylo příliš málo, rychle se rozprchli a rozehnáni byli, a mnohé z nich Turci pobili a všecky peníze jim pobrali. Bohemonda pak polapeného odvedli si do zajetí. | “ |
| — Fulcher ze Chartres | |   |

Vlády v Antiochii se zatím ujal Bohemundův synovec Tankred jako regent.

### V tureckém zajetí

Křižácké državy ve Svaté zemi
těsně po završení první křížové výpravy, 1102

Zprávy o Bohemundově zajetí vyvolaly záchrannou výpravu, jíž se účastnili nejen staří účastníci první křížové výpravy Štěpán II. z Blois a Raimond de Saint-Gilles, ale i nově příchozí němečtí a francouzští rytíři, kteří dorazili do Konstantinopole. Výprava se po Velikonocích roku 1101 přeplavila přes Bospor a vydala se do Anatolie. Křižáci cestou dobyli Ankaru a pochodovali dále na Neocaesaru, kde byl Bohemund vězněn. Evropanům se do cesty postavilo spojené vojsko sultána Kilič Arslana I. a Ridvána z Aleppa. Následovala nerozhodná bitva u města Amusia a večer po bitvě se křižáci radili, co dále. Raimond de Saint-Gilles navrhoval ustoupit. Ostatní vůdci jej však neposlouchali a Raimond z tábora v noci odešel sám. Ráno Němci, Francouzi a Burgunďané zjistili, že je hrabě z Toulouse opravdu opustil. Bez jeho podpory byli křižáci značně oslabeni a byli nuceni narychlo vyklidit nebezpečné území a spěchat za Raimondem. Na neozbrojené poutníky včetně žen a dětí, kteří výpravu doprovázeli, nikdo z vojevůdců ohledy nebral. Civilisté se tak dali na zběsilý útěk z nebezpečného místa, až když se najednou objevili turečtí jezdci.
V tureckém zajetí se Bohemundovi nedařilo špatně; Bohemund se těšil úctě nejen mezi svými krajany, ale i mezi Turky a zajetí si krátil flirtováním s Kilič Arslanovými manželkami. Na jaře 1103, po dvou a půl letech zajetí, se Kilič Arslan s Danišmendem Moudrým dohodli na Bohemundově propuštění. Za Bohemundovu svobodu požadovali 100 000 byzantiů a mladou dceru Jaghisjana, obránce Antiochie, kterou drželi Evropané v zajetí – což za svobodu antiochijského knížete bylo relativně málo. Na výkupné se složili jeruzalémský král Balduin, antiochijský patriarcha i normanští vládcové z Itálie a Sicílie, zatímco synovec Tankred nedal vůbec nic.

### Porážka u Harranu
Následujícího roku vytáhl Bohemund znovu do boje. Spolu s Tankredem a hrabětem z Edessy Balduinem Le Bourg zaútočil na pevnost Harran, která kontrolovala karavanní trasy ze Sýrie do Džezíry. Nový vládce Mosulu Jekermich, který se vlády ujal po Kerbogově smrti, podle arabských kronik vytáhl s desetitisícovým vojskem křižáky zastavit. U břehů řeky Balikh se muslimům podařilo oddělit křesťanské rytíře od pěchoty, obklíčit je a antiochijskou armádu zničit. Bohemund se jen s několika spolubojovníky sice probil, ale porážce již zabránit nedokázal. Arabský kronikář Ibn al-Athir napsal:
| „ | Bohemund a Tankred se vzdálili od jádra jednotek a ukryli se za kopcem, aby vpadli muslimům do boku. Když ale viděli, jak jsou jejich muži poraženi, usoudili, že se nepohnou. Čekali tudíž až do noci a pak ujeli pronásledováni muslimy, kteří pobili a pozajímali notný počet jejich druhů. Oni sami unikli jen se šesti jezdci. | “ |
| — | |   |

Balduin Le Bourg byl v bitvě zajat. Jekermich z Mosulu Bohemundovi nabídl, že hraběte vymění za svou milenku, kterou křižáci drželi v zajetí v Antiochii. Bohemund měl stále na paměti, že Balduin před pár lety odmítl ze zajetí vykoupit jeho, ženu Jekermichovi tedy vydal za 15 000 zlatých dinárů, ale Balduin zůstal v zajetí.

## Války s Byzancí

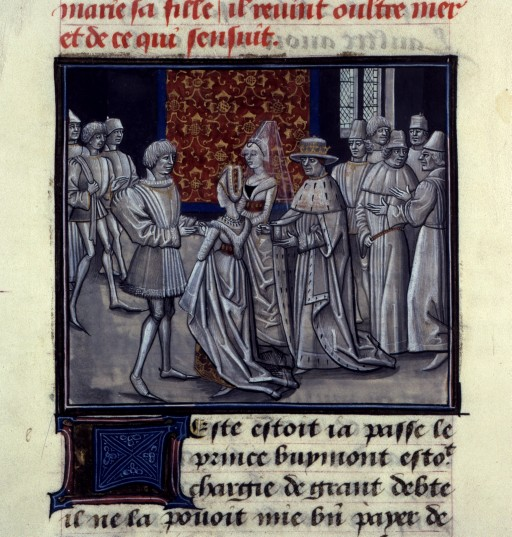
Svatba Bohemunda s Konstancií, dcerou francouzského krále
(miniatura Viléma z Tyru:
Histoire d'Outre-Mer, 13. století)

Ke konci roku 1104 se situace Antiochijského knížectví začala zhoršovat. Ze syrského vnitrozemí na křižáky útočil sultán Ridván z Aleppa a od západu postupoval Anatolií byzantský císař Alexios, zatímco jeho námořnictvo dobylo důležitý přístav Latakia a porazilo pisánské a janovské loďstvo, které zajišťovalo Bohemundovo námořní spojení s Itálií a Sicílií. Bohemund našel za této situace jedině řešení: proniknout skrz blokádu, dostat se do Itálie a s posilami se vrátit.

### Cesta zpět do Evropy

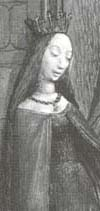
Konstancie Francouzská
jako vdova po Bohemundovi
z Tarentu, středověká rytina

Bohemund se rozhodl přes blokádu řeckých lodí proniknout pomocí lsti: nechal rozhlásit svou smrt. Antiochii zatím svěřil Tankredovi a v rakvi po moři opustil město. Aby Byzantinci uvěřili, že je Bohemund mrtvý, nechal si do rakve dát mrtvého kohouta, aby se kolem rakve šířil pronikavý mrtvolný zápach. Lest se podařila dokonale a teprve na Korfu Bohemund z rakve vylezl. Poté napsal výhrůžný dopis císaři Alexiovi, jehož text Alexias zaznamenává takto:
| „ | Teď věz, že jsem vstal z mrtvých a unikl tvým rukám. (…) Nebudeš mít žádnou radost, až se dozvíš, že jsem svěřil Antiochii svému synovci Tankredovi a nechal jej tam jako důstojného protivníka tvých velitelů. (…) Stal jsem se „živou mrtvolou“ a „vstal jsem z mrtvých“, abych vyvrátil Romanii, které vládneš. Jakmile se dostanu na protilehlou pevninu a uvidím tam Langobardy, všechny Latiny, Germány a Franky, samé statečné bojovníky, pak naplním tvá města a země vražděním a krví a neustanu, dokud nezarazím kopí do srdce Byzantia. | “ |
| — | |   |

Na počátku roku 1105 přistál Bohemund v Apulii a celý rok se věnoval soukromým záležitostem. Následujícího roku získal papeže Paschalise II. pro plán křížové výpravy proti Byzanci, kterou líčil jako úhlavního nepřítele křesťanstva. Bohemund se pro svůj záměr snažil získat i francouzského krále. Filip I. se plánem křížové výpravy příliš nenadchl, Bohemundovi přesto dal za ženu svou dceru Konstancii.

### Obléhání Dyrrhachia

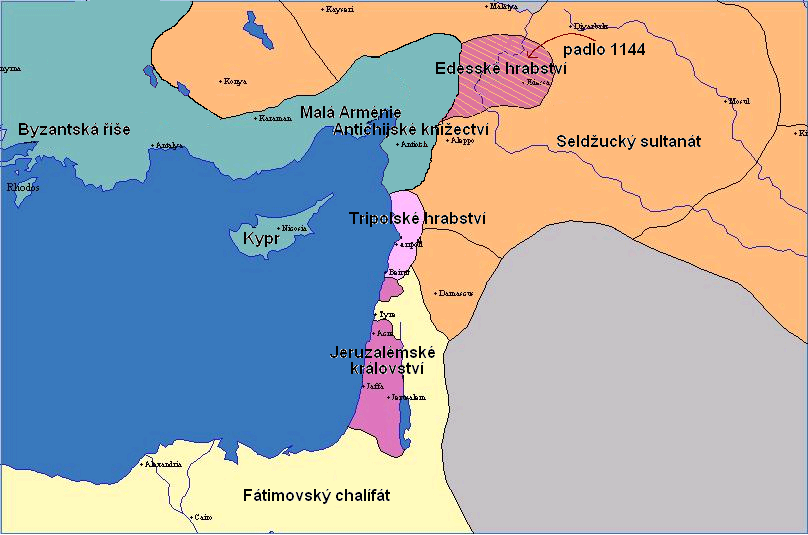
Antiochijské knížectví pod byzantskou svrchovaností

Na podzim 1107 se Bohemund z Tarentu i s novým vojskem, čítajícím 34 000 vojáků, vylodil na Balkáně a vzápětí napadl přístav Dyrrhachion. Alexios, který stále válčil na východě, musel uzavřít příměří s Kilič Arslanem, aby se mohl odebrat na Balkán vzdorovat Bohemundovi. Alexios měl s válkou s Normany rozsáhlé zkušenosti a Bohemundovu hrozbu bral zcela vážně. Byzantská flotila Normanům odřízla námořní zásobovací trasy a císařova armáda blokovala pozemní cesty do vnitrozemí. Bohemund byl obklíčen. V ležení antiochijského knížete docházely zásoby, propukl hlad a epidemie. Jedinou možností bylo obsazení Dyrrhachia a zmocnění se tamních zásob. Normané provedli celkem tři pokusy o obsazení města, leč ani jeden nevyšel.
V létě roku 1108 Bohemund z Tarentu stále držel své pozice. Alexios, který s rozhodující bitvou váhal, zkoušel využít lsti a získat zrádce. Bohemund však jeho pokusy prohlédl a Alexiova snaha tak zprvu vycházela nazmar. Nakonec však Bohemunda zradil hrabě Vilém Klareles a Bohemund v obavě, aby hraběte nenásledovali další, začal s císařem vyjednávat.

### Porážka a smrt
Bohemund přijel do Konstantinopole, kde se mu dostalo poct hodných jeho postavení. Císař mu pak dal k podpisu mírovou smlouvu, která definovala lenní závislost Antiochijského knížectví na Byzantské říši a nadvládu ortodoxní církve nad latinskou, což měl v Antiochii nadále ztělesňovat ortodoxní patriarcha. Antiochijské knížectví dále ztratilo některá svá území ve prospěch přímé vlády Konstantinopole. Na druhou stranu přiřkl císař Bohemundovi titul sebastos a jako svému leníkovi i každoroční peněžní příjmy z toho pocházející. Navíc dal Bohemundovi jistou finanční hotovost a v míru jej propustil, vojsko však musel kníže předat císařovým zástupcům.
Bohemund z Tarentu poté odplul do Lombardie a navzdory porážce zůstal oslavován jako hrdina. Poslední roky života prožil v ústraní, kde se věnoval své rodině. Zemřel v březnu roku 1111. Zanechal na světě pouze jediného potomka, kterého měl s francouzskou princeznou Konstancií, budoucího antiochijského knížete Bohemunda II. Sedm let po smrti bylo Bohemundovo tělo pohřbeno v mauzoleu u katedrály svaté Sabiny v Canose di Puglia, kde na náhrobku je jen prostý nápis Boamundus.

## Odraz v literatuře a umění
Postava a skutky Bohemunda z Tarentu se odrazily v mnoha dílech jeho současníků i pozdějších autorů. Mezi nejstarší patří kroniky Gesta Francorum (Skutky Franků), kterou sepsal anonymní rytíř sloužící Bohemundovi, a Gesta Tancredi (Skutky Tankredovy) sepsaná Raoulem z Caen. Bohemunda líčí také Alexias, historický epos sepsaný dcerou byzantského císaře Alexia I. Annou Komnenovnou, popisující historii Byzance a vlády jejího otce.
Bohemundův příběh v moderní době ztvárnil například anglický spisovatel a historik Alfred Duggan v historickém románu Hrabě Bohemund o Bohemundovi a první křížové výpravě.